# František Tichý (filmař)
František Tichý (22. června 1872 Praha-Nové Město – 30. listopadu 1947 Černošice) byl český podnikatel, průkopník české kinematografie, spolu se svým švagrem Aloisem Jalovcem spoluzakladatel filmové společnosti Illusion, posléze pak majitel a provozovatel několika biografů v Praze.

## Život

### Mládí
Narodil se v Praze na Novém Městě. Vyučil se a pracoval jako typograf. Oženil se a založil rodinu.

### První český a křesťanský závod Illusion
Na přelomu 19. a 20. století se začal podnikatelsky zajímat o vynález kinematografu a podobně jako bratři Kříženečtí či Viktor Ponrepo začal pořádat filmová promítání němých filmů.
Roku 1906 založil se svým švagrem Aloisem Jalovcem založili První český a křesťanský závod Illusion, Jalovec začal s promítáním v září roku 1905 na letní scéně v zahradě smíchovské Klamovky, kde vystřídal Viktora Ponrepa. Firma provozovala kino, půjčovnu filmů a malou laboratoř. Zprvu působila Na Slovanech, později (od března 1909) v šermírně domu U božího oka na pražském Václavském náměstí
Roku 1912 založili Jalovec a Tichý jeden z prvních odborných filmových časopisů Český kinematograf. S Jalovcovou režií a kamerou vydávala společnost dokumentární filmový žurnál Pražské aktuality. Záběry přinášely aktuální záběry z dění v Praze často téhož dne, kdy byly natočeny. Tak byly zachyceny významné události – různé slavnostní akty, odhalování pomníků a otevírání mostů, automobilové závody Zbraslav – Jíloviště, poutě, lety balónem či cenné záběry z mobilizace roku 1914. Díky záběrům Illusionu se dochovaly snímky Jakuba Arbese, Jindřicha Mošny a dalších osobností.
Ve firmě Illusion vznikaly i hrané filmy, např. Cholera v Praze, komedie Pan profesor, nepřítel žen nebo Zamilovaná tchyně. Jalovec byl často jejich kameramanem. Většina filmů této společnosti se nedochovala a první světová válka znamenala konec společnosti.

### Majitelem kin
Tichý se za války stal majitelem několika pražských kin, Jalovec se věnoval práci ve filmové laboratoři. Po válce a vzniku Československa Tichý úspěšně provozoval biografy Hollywood, a Illusion. v paláci Maceška na Vinohradské třídě. Se svou rodinou žil ve vile v Černošicích, kam se z Prahy přestěhovali.

### Úmrtí
František Tichý zemřel 30. listopadu 1947 v Černošicích ve věku 65 let.